# Les Suicidés de Louf
Les Suicidés de Louf est un film muet français réalisé par Michel Carré et sorti en 1910.

## Fiche technique
- Réalisation : Michel Carré
- Scénario : Georges Mitchell
- Société de production : Pathé Frères
- Pays : France
- Format : Muet - Noir et blanc - 1,33:1 - 35 mm
- Métrage : 150 m
- Genre : Comédie
- Date de sortie : 
  -  France - 1910

## Distribution
- Harry Baur
- Herman Grégoire
- Lola Noyr
- Éliane